# Gerbstedt
Gerbstedt là một đô thị thuộc huyện Mansfeld-Südharz bang Saxony-Anhalt, của Đức. Trong lịch sử đây là thị xã khai thác khoáng sản đồng và thuộc da.
Dân số cuối năm 2006 là 2993 người.
Gerbstedt là thủ phủ của Verwaltungsgemeinschaft ("đô thị tập thể") Gerbstedt.